# Marynowo (Białoruś)
Marynowo (biał. Марынова; ros. Мариново) – wieś na Białorusi, w obwodzie brzeskim, w rejonie lachowickim, w sielsowiecie Olchowce, przy drodze republikańskiej .

## Historia
W dwudziestoleciu międzywojennym leżało w Polsce, w województwie nowogródzkim, w powiecie baranowickim, w gminie Ostrów. W 1921 miejscowość liczyła 49 mieszkańców, zamieszkałych w 10 budynkach, w tym 25 Polaków i 24 Białorusinów. 35 mieszkańców było wyznania prawosławnego i 14 rzymskokatolickiego.
Po II wojnie światowej w granicach Związku Sowieckiego. Od 1991 w niepodległej Białorusi.